# Emirato de Creta
El emirato de Creta fue un Estado musulmán que existió en la isla mediterránea de Creta desde finales de los años 820 hasta la reconquista bizantina por parte de Nicéforo II Focas, quien lanzó una gran campaña en su contra entre 960 y 961.
Creta fue conquistada por un grupo de exiliados de Al-Ándalus que llegaron a la isla en torno a 824 o en 827-828, donde se establecieron rápidamente como un Estado independiente. Varios intentos bizantinos por recuperar la isla fallaron desastrosamente y el emirato (llamado Iqrítish o Iqritiya por los árabes) fue uno de los principales enemigos de Bizancio durante los aproximadamente 135 años de su existencia. Creta dominó las vías marítimas del Mediterráneo oriental y según defienden de forma interesada los cronistas bizantinos y los autores que han bebido de ellos, funcionó como una base avanzada y puerto seguro para las flotas corsarias del mundo musulmán. Las investigaciones más actuales señalan que Creta funcionó como uno más de los Estados musulmanes de aquella época, perteneciente a la Umma musulmana y tributario del Califato de Bagdad. Fue fundado por musulmanes y cristianos (mozárabes) de Córdoba, artesanos, mercaderes y funcionarios, en compañía de sus mujeres e hijos, que buscaban asentamiento fijo para su seguridad y para poder ejercer sus oficios urbanos. La historia interna del emirato es poco conocida, pero todas las fuentes apuntan a una prosperidad considerable, derivada de la fundación de su Ceca, de la industria, la reactivación de la minería, su intenso comercio y rica agricultura. Afirma Vassilios Christides: "Las evidencias numismáticas no dejan ninguna duda de que la economía no monetaria de la Creta bizantina se transformó con los musulmanes andalusíes en una fuerte economía monetaria, elevando enormemente el nivel de vida de sus habitantes". El emirato llegó a su fin durante el reinado del bizantino Romano II.

## Historia

### Antecedentes
Creta había sido el blanco de varios ataques desde la primera oleada de conquistas musulmanas de mediados del siglo VII. Sufrió una primera incursión en 654 y nuevamente en 674-675, mientras que diversas partes de la isla fueron temporalmente ocupadas durante el reinado del califa omeya Walid I (r. 705-715). No obstante, la isla nunca fue conquistada y, pese a las incursiones ocasionales en el siglo VIII, se mantuvo firmemente en manos bizantinas; Creta estaba demasiado lejos de las bases navales árabes en el Levante mediterráneo para llevar a cabo una expedición efectiva en su contra.

### Conquista de Creta
En algún momento de la segunda mitad del reinado del emperador bizantino Miguel II (r. 820-829), un grupo de exiliados de Al-Ándalus llegó a Creta y comenzó su conquista. Estos exiliados tenían una larga historia de andanzas, eran sobrevivientes de una revuelta fallida contra el emir Alhaken I de Córdoba en 818. Los desterrados andalusíes habían sufrido unos episodios históricos plagados de abusos e injusticias, eran sobrevivientes de la represión ejercida contra los ciudadanos del arrabal cordobés de Saqunda por parte del emir Al-Hákem I, a causa de su alzamiento contra los abusivos impuestos —algunos incluso ilegales según el Corán—, motín que se saldó con alrededor de 2000 muertos, 300 ejecuciones en cruz, la demolición del arrabal y el destierro de todos los supervivientes (unas 22 000 familias). Tras un largo éxodo por el norte de África y el Mediterráneo, y tras una estancia de varios años en Alejandría, se asentaron definitivamente en Creta. Investigaciones de historiadores como los griegos Vassilios Christides, Christos Makripoulias y Nikolaos Panagiotakis, así como las Crónicas Arábigas, especialmente las egipcias, aseguran que algunos exiliados se asentaron en Marruecos, pero la mayoría, bajo el liderazgo de Ùmar Abũ Hafs ibn Suhayb ibn Isa al-Ballutī desembarcaron en Alejandría y tomaron el control de la ciudad hasta 827, cuando fueron sitiados y expulsados por el general abasí Abdullah ibn Tahir al-Jurasani.
Es innegable la distorsión y los prejuicios con que las fuentes bizantinas y quienes bebieron de ellas han tratado a la Historia del emirato de Creta y a los cordobeses que lo fundaron, acusándolos de piratería. Nikolaos Panagiotakis escribe: “La imagen que nos ofrecen las fuentes bizantinas sobre el Estado que fundó Abu Hafs no puede ser sin duda una imagen favorable, ya que están influenciadas por el fanatismo y el odio...”. Por su parte, Christides dice: “Muy lejos de ser sanguinarios piratas profesionales, como se ha afirmado continuamente por algunos autores, ellos desarrollaron su propia civilización, a la cual en algo contribuirían, naturalmente, los nativos”.
La cronología exacta de su llegada a Creta es incierta. Según las fuentes musulmanas, por lo general, se fecha en 827 u 828, tras la expulsión de los andalusíes de Alejandría; sin embargo, las fuentes bizantinas parecen contradecir esta fecha, al colocar su llegada poco después de la supresión de la gran revuelta de Tomás el Eslavo (821-823). Otras consideraciones sobre el número y la cronología de las campañas bizantinas lanzadas contra los invasores y ensayos prosopográficos de los generales bizantinos han llevado a otros estudiosos, como Vasileios Christides y Christos Makrypoulias, a proponer una fecha más temprana, c. 824.

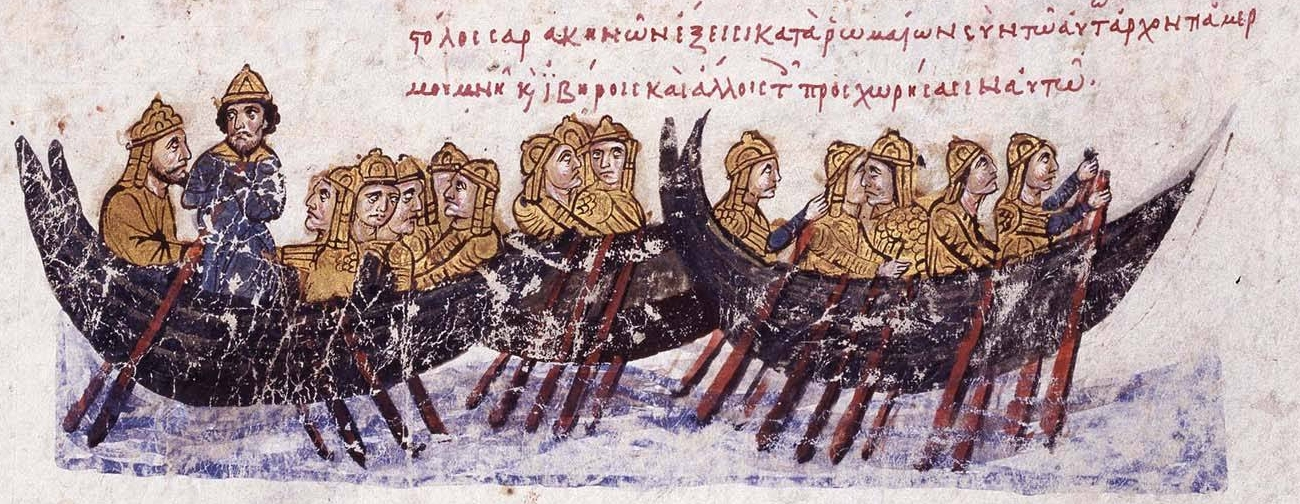
La flota sarracena parte hacia Creta. Miniatura del manuscrito Madrid Skylitzes.

Bajo los términos de su acuerdo con Ibn Tahir, los andalusíes y sus familias abandonaron Alejandría en 40 barcos. El historiador Warren Treadgold estima que sumaban unas 12 000 personas, de las cuales unas 3000 serían hombres en edad de luchar.
Sin embargo, la cifra de desterrados más aceptada por ser la que aportan la mayoría de las fuentes árabes, sobre todo las contemporáneas de los hechos, es de un total de 22 000 familias exiliadas, aproximadamente 7000 de ellas se asentaron en Fez, y las alrededor de 15 000 restantes continuaron hacia Alejandría y Creta. Según los historiadores bizantinos, los andalusíes ya estaban familiarizados con Creta, pues la habían asaltado anteriormente. También sostuvieron que el desembarco musulmán fue inicialmente concebido como una incursión y se transformó en un intento de conquista cuando el propio Abu Hafs incendió sus naves. Pero Vassilios Christides, Makripoulias, Carmen Panadero y otros autores defienden que, desde el inicio, lo que los andalusíes procuraron fue asentamiento para las familias desterradas, por lo que no fue planteado como una simple incursión. Los mismos autores y otros muchos en la actualidad defienden que lo del incendio de las naves por el caudillo andalusí es una leyenda bizantina (de origen en Genesios) sin ningún rigor histórico. Christides escribe “Genesios añade un cuento, repetido después por todos los autores bizantinos, según el cual Abū Hafs quemó sus naves para obligar a sus hombres a permanecer en Creta. Esta historia, obviamente un típico cuento popular, pertenece a la tradición oral de la población local”. Y Carmen Panadero añade respecto a esto: “Hemos conocido a un al-Ballutī lo suficientemente sensato y práctico como para que quemara sus naves con la falta que sabía que le harían en adelante; él, precisamente, que llegaría a considerar a su flota «El Pilar del Estado»”.
El lugar de desembarco de los andalusíes tampoco se conoce: algunos académicos consideran que se encontró en la costa norte, bien en la bahía de Suda o bien cerca del lugar donde posteriormente erigieron su ciudad y fortaleza principal, Chandax (en árabe: ربض الخندق‎, rabḍ al-ḫandaq, "Castillo del Foso", la actual Heraclión). Otros piensan que es más probable que llegaran a la costa sur de la isla y que luego se trasladaron al interior y a la costa norte, zonas más densamente pobladas.
Autores actuales como Carmen Panadero, Manuel Harazem y otros defienden que la traducción que se ha hecho hasta ahora del nombre árabe de la capital del emirato, Rabḍ o Rabāḍ al-Jandaq, como “Castillo o Fortaleza del Foso” es incorrecta, pues la traducción exacta debería ser “Arrabal del Foso”; la palabra española “arrabal” procede, precisamente, de aquella otra árabe “rabāḍ”. Manuel Harazem escribe al respecto “Pero el nombre que le pusieron sus primeros fundadores fue ese de Rabḍ al-Jandaq. Y ese nombre de lo que nos habla claramente es del origen de sus fundadores y de su voluntad de recordarlo. Es increíble que la inmensa mayoría de los tratadistas traduzcan el término rabḍ inscrito en el nombre de la ciudad como castillo, fortaleza”.
Tan pronto como se enteró del desembarco árabe, el emperador Miguel II reaccionó y envió sucesivas expediciones para recuperar la isla; sin embargo, la habilidad de Bizancio para responder efectivamente a dicha incursión se vio limitada por las pérdidas sufridas durante la revuelta de Tomás el Eslavo y, si el desembarco se produjo en 827-828, por el desvío de barcos y hombres para hacer frente a la conquista de Sicilia por los aglabíes tunecinos. La primera expedición, bajo Photeinos, strategos del thema de Anatolia, y Damián, conde del Establo, fue derrotada en una abierta batalla, donde Damián pereció. La siguiente expedición fue enviada un año más tarde y comprendió 70 naves bajo el mando de Cráteros, strategos del thema Cibirreota. En un principio la expedición fue victoriosa, pero los confiados bizantinos fueron luego derrotados en un ataque nocturno. Cráteros logró huir a Cos, pero fue capturado por los árabes y crucificado. Ch. Makrypoulias sugiere que estas campañas deben haber tenido lugar antes que los andalusíes completaran la construcción de Chandax, a donde trasladaron su capital desde Gortina, en el interior de la isla.

### Emirato cretenseandalusí

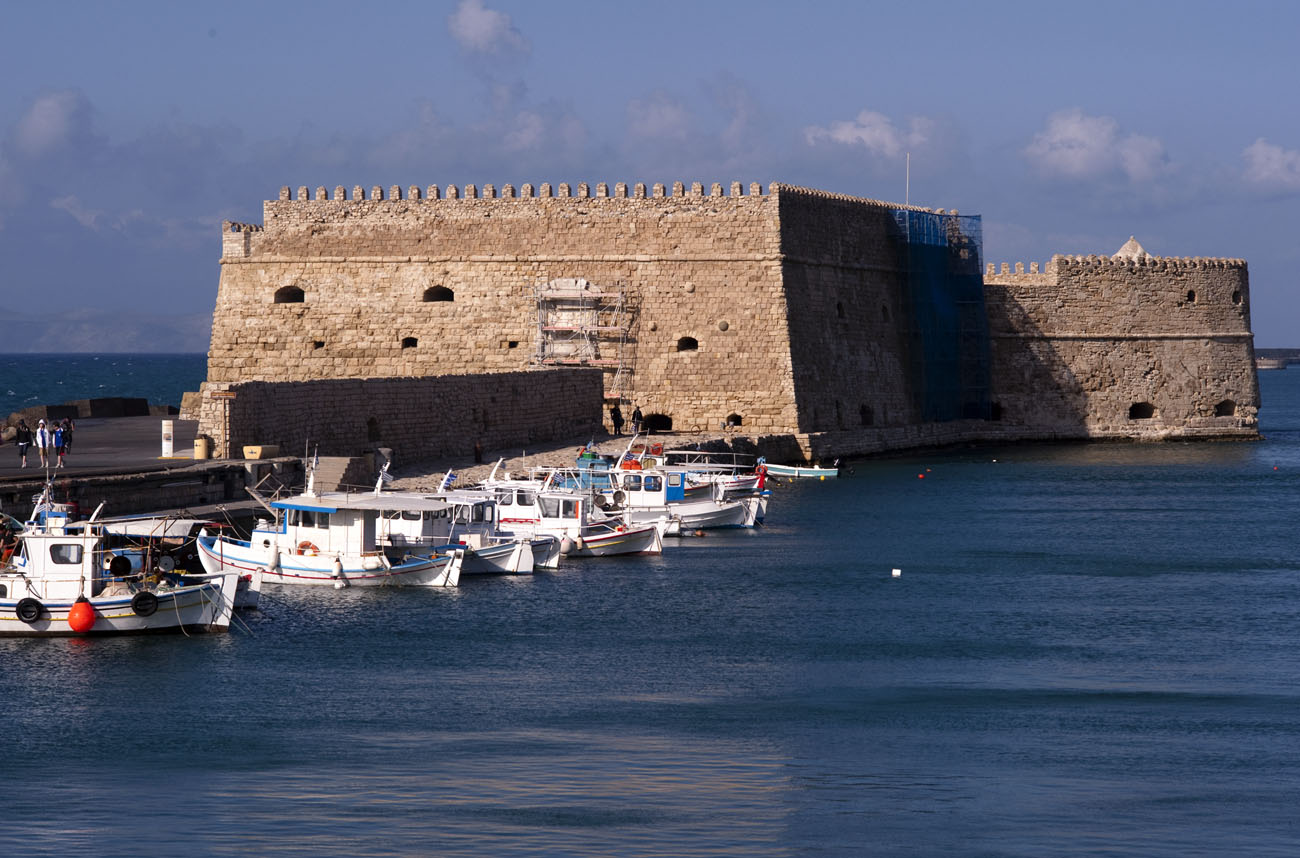
La fortaleza veneciana de Heraclión, la capital del emirato, entonces llamada Chandax (Rabḍ al-Jandaq en árabe; castillo del foso), construida tres o cuatro siglos después de la salida de los sarracenos.

Este emirato fue fundado por ciudadanos de al-Ándalus (andalusíes desterrados del arrabal cordobés de Shaqunda por el emir omeya al-Hákem I) y gobernado por sus descendientes durante aproximadamente 135 años. Los nativos cretenses participaron y colaboraron con sus aportaciones, integrándose en dicho emirato. El primer emir de Creta, Úmar Abū Hafs ibn Suhayb ibn Isa al-Ballutī, fundó una dinastía que pasó el trono a sus descendientes, de generación en generación, el último de los cuales, Abd al-Aziz ibn Suhayb, tomó el laqâb o sobrenombre de al-Qurtubî (“el Cordobés”), indicio de que, tras casi siglo y medio, aún se sentían orgullosos de su origen y su identidad.
Tras haber rechazado los primeros ataques bizantinos, Abū Hafs consolidó lentamente su control sobre toda la isla y se proclamó gobernante. Reconoció la autoridad del califa abasí, pero en la práctica gobernó como un príncipe independiente. La conquista de la isla tuvo un gran impacto en el equilibrio estratégico de la región, pues alteró el equilibrio del poder naval en el Mediterráneo oriental. En realidad, fue Bizancio quien desprotegió a sus islas por la gran recesión que padecía en esos momentos. Las guerras civiles y religiosas que asolaron Bizancio a causa de los enfrentamientos entre iconoclastas e iconódulos, dejaron el Imperio empobrecido y debilitado, sobre todo tras la revuelta de Tomás el Eslavo (m. 823), durante el reinado de Miguel II. Bizancio vio por ello su flota diezmada y un vacío de poder que se adueñó de las islas y el mar. Creta había alcanzado en aquel último siglo su mayor empobrecimiento, padeciendo tan gran recesión económica que perdió hasta el uso monetario y se vio inmersa en una total ruralización (Carmen Panadero, Tsougarakis, Sefacas, V. Christides). Vassilios Christides afirma en su obra The Conquest of Crete...: “La revuelta de Tomás agitó todo el imperio y paralizó su aparato militar”. Las islas y las costas del Egeo vivían en el mayor abandono y desprotección por parte de Bizancio, lo que facilitó las conquistas andalusíes. El emirato de Creta no atacó más islas, costas y barcos que los bizantinos, pero no en acciones de piratería, sino en acciones de guerra de un Estado contra otro; la Creta andalusí, en el casi siglo y medio de su existencia, no tuvo otro enemigo que Bizancio.
Los andalusíes también ocuparon varias de las islas Cícladas durante los primeros años que estuvieron en Creta, pero Miguel II organizó otra expedición de gran envergadura, en la que participó un cuerpo de marina completamente nuevo, los Tessarakontarioi y se usaron nuevos barcos. Comandados por el almirante Orifas, esta flota logró expulsar a los árabes de las islas egeas, pero fracasó en la reconquista de Creta. En 837, con la reconquista de Pàros y Naxos, los cretenses habían recuperado todas las islas antes perdidas, incluida la isla de Astypálaia, que alrededor de 831 estuvo en manos bizantinas un breve periodo de tiempo.
El sucesor de Miguel II, Teófilo (r. 829-842), envió una embajada al emir de Córdoba Abderramán II, intentando convencerlo para que aunaran esfuerzos contra los exiliados andalusíes, pero el gobernante cordobés se limitó a dar su consentimiento a cualquier acción militar contra sus súbditos rebeldes. En octubre de 829, los cretenses destruyeron una flota imperial a lo largo de Tasos y después se dirigieron al Monte Athos, que quedó devastado. Posteriormente atacaron Lesbos en 837 y las costas del thema Tracesiano, en el suroeste de Asia Menor, donde destruyeron el centro monástico del Monte Latros, pero sufrieron una dura derrota frente al strategos local Constantino Kontomytes.
Tras la muerte de Teófilo en 842, se tomaron nuevas medidas para enfrentarse a la amenaza cretense. En 843 se creó un nuevo thema marítimo, del mar Egeo, para lidiar más eficazmente con las incursiones sarracenas. Bajo el mando personal del poderoso logoteta y regente Teoctisto, una expedición intentó de nuevo tomar Creta. A pesar de haber llegado a ocupar una pequeña parte de la isla, Teoctisto tuvo que abandonar el ejército debido a las intrigas políticas en Constantinopla y las tropas bizantinas acabaron siendo masacradas por los árabes.
Haciendo un esfuerzo para debilitar a los cretenses, en 853 una gran flota bizantina atacó la ciudad portuaria egipcia de Damietta, desembarcó a buena parte de sus infantes de marina y numerosa caballería, que causaron enormes estragos en la ciudad; parte de las naves se internaron por aquel brazo de la desembocadura del río Nilo, arrasando también la vecina población de Ushthum. Aquella muy preparada incursión de Bizancio demostraba que aquel puerto se había convertido en primordial objetivo para el imperio porque, al no conseguir doblegar a los cretenses de poder a poder, trataban de impedir que llegaran a sus manos los nuevos navíos y suministros de armas, que allí se fabricaban para Creta. Bizancio arrasó los entornos de dichas ciudades del delta, los saqueos e incendios fueron despiadados, incluidas mezquitas e iglesias de cristianos coptos egipcios, fletando luego en sus barcos innumerables cautivos. Informa Vassilios Christides que la mayoría de mujeres egipcias apresadas por los bizantinos en esa ocasión no fueron musulmanas, sino coptas. Con esa expedición a Damietta el imperio eludió el ataque frontal a Creta. A pesar de algunos éxitos bizantinos en los años siguientes, los cretenses retomaron las incursiones a principios de la década de 860, atacado el Peloponeso, las Cícladas y el Monte Athos. En 866, el césar bizantino Bardas reunió una gran fuerza expedicionaria para subyugar Creta, pero su asesinato a manos de Basilio I, solo dos semanas después de la salida de la flota de la capital, supuso el fin de la misión.

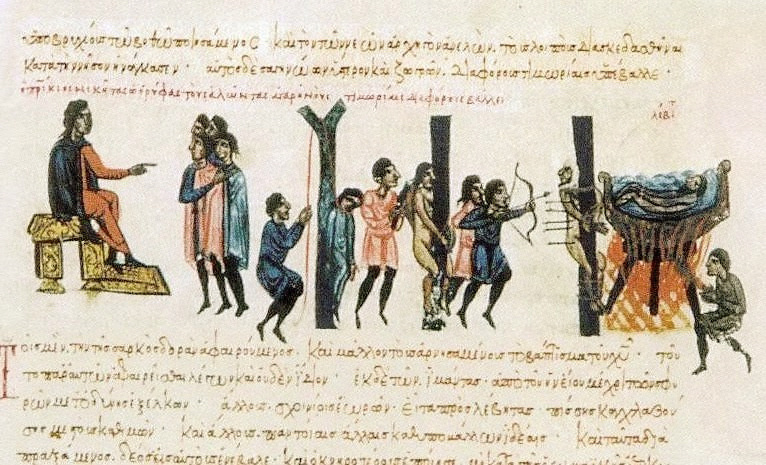
El almirante bizantino Nicetas Orifas castiga a los sarracenos cretenses. Ilustración de la crónica Skylitzes de Madrid.

A principios de la década de 870, las incursiones cretenses aumentaron de intensidad. Sus fuerzas, muchas veces comandadas por renegados bizantinos, circulaban por el Egeo y más lejos, llegando hasta las costas de Dalmacia. En una ocasión, una flota cretense llegó a entrar en el mar de Mármara, en las proximidades de Constantinopla y atacó Proconeso sin éxito. Fue la primera vez, desde el segundo sitio de Constantinopla en 717-718, que una flota musulmana llegó tan cerca de la capital bizantina. Sin embargo, en 873 y 874 los cretenses sufrieron una serie de duras derrotas frente al nuevo almirante bizantino, Nicetas Orifas. Está documentado que los cretenses sufrieron una única derrota realmente dura en todo el tiempo que existió el emirato, la de 876. El almirante bizantino Niketas Ooriphas atrapó dentro del golfo de Corinto a una flota cretense, cerrándoles la bocana del golfo de Patras. Tras esta única victoria memorable de Bizancio en la que la mayor parte de las naves cretenseandalusíes fueron hundidas o requisadas, se formaron grandes cuerdas de cautivos, que por orden de Ooriphas fueron torturados salvajemente “...sometidos a terribles tormentos hasta la muerte, unos fueron desollados vivos desde el occipucio hasta los talones, los atravesaban con saetas, los ahorcaban, los levantaban con cuerdas y los dejaban caer vivos en grandes calderas de pez hirviente...” (Skyllitzes Matritensis). Aquella victoria aislada de Bizancio, pese a su contundencia, no acarreó para Creta los fatales efectos que podrían colegirse; el emirato perdió aproximadamente la 5ª o 6ª parte del total de su flota y no vio declinar por eso su predominio en el Mediterráneo oriental, ni el Imperio Bizantino volvió a infligirle otra derrota de esa importancia hasta transcurrir cerca de un siglo (961). Nicetas hizo muchos prisioneros, que torturó intensamente para vengarse de las incursiones. Estas victorias bizantinas aparentemente condujeron a treguas temporales y, por lo que parece, el emir cretense Saipes (Suhayb I ibn Úmar) fue obligado a pagar tributo a Bizancio durante cerca de una década.
Esto afirma Canard, aunque difícilmente pudo Suhayb I (Saipes) pagar tributo durante una década, cuando había muerto un año antes de la batalla de Corinto (en 875), y sus sucesores infligieron en la década siguiente otras nuevas derrotas a Bizancio: en 879 conquistan Methone, Pátras y Corinto, en 880 atacan Cephallenia y Zacynthus, etc. Las incursiones fueron retomadas poco después, al unirse a los cretenses flotas sirias y del norte de África. El Peloponeso fue particularmente fustigado por las nuevas incursiones, pero Eubea y las Cícladas también sufrieron bastante. Patmos cayó bajo el control de los cretenses y Naxos fue obligada a pagar tributo. Atenas pudo haber sido ocupada c. 896-902, y en 904 una flota siria comandada por León de Trípoli saqueó Salónica, la mayor ciudad bizantina después de Constantinopla. Los sarracenos de Creta mantuvieron una estrecha cooperación con los sirios, que frecuentemente usaban Creta como base o punto de escala, como fue el caso de León de Trípoli cuando regresó del saqueo de Salónica. En esta ocasión, muchos de los más de 20 000 cautivos hechos en Salónica fueron vendidos u ofrecidos como esclavos en Creta.
Estas afirmaciones están muy superadas por investigaciones más recientes, León de Trípoli regresó a Siria pasando por Creta para esquivar a la escuadra del almirante Himerios. Panagiotakis escribe: “Contrariamente a lo que a veces se ha escrito de forma incorrecta, los árabes de Creta no habían participado en el hecho anterior (saqueo de Tesalónica), que se llevó a cabo por los árabes de Siria, dirigidos por León Tripólitis”. Y Vassilios Christides dice: “Cuando la flota de León, cargada con el botín después del saqueo, se movía con dificultad, evitó la confrontación con la flota de Himerios y siguió otro itinerario más seguro hasta alcanzar Creta”. Y añade “... Más aún, se debe hacer notar que, cuando la flota de León de Trípoli cargada de botín se aproximaba a Creta, los musulmanes cretenses fueron cogidos por sorpresa y se asustaron, pues creyeron que era la escuadra bizantina que venía a atacarlos”. León de Trípoli dejó en Creta parte de sus cautivos para que el emir cretense se hiciera cargo del intercambio con Bizancio para el rescate de los prisioneros, porque el cambio pactado entre Bizancio y Creta era más ventajoso que el que mantenía con Siria.
En otoño de 911 empezó una expedición de 177 navíos y 43 000 hombres contra Creta, comandada por el almirante Himerio, que fue forzado a retirarse de la isla después de algunos meses de cerco a Chandax. La flota acabó siendo destruida en una batalla naval a lo largo de la isla de Quíos por una flota combinada de cretenses y sirios comandada por León de Trípoli y Damián de Tarso.
Pero según historiadores actuales, esta expedición contra Creta en 911 duró unos ocho meses, durante los cuales Himerio realizó varios intentos de desembarco en la isla, siendo rechazado y, según Makripoulias y Christides, probablemente no llegara a pisar tierra. Al fin se replegó, pero durante el regreso “sus barcos fueron atacados por una escuadra siria, al mando de León de Trípoli y Damián de Tarsos frente a la costa de la isla de Quíos (abril 912). Las fuerzas de Bizancio sufrieron una gran debacle, perdiendo toda su escuadra”.

### Reconquista bizantina

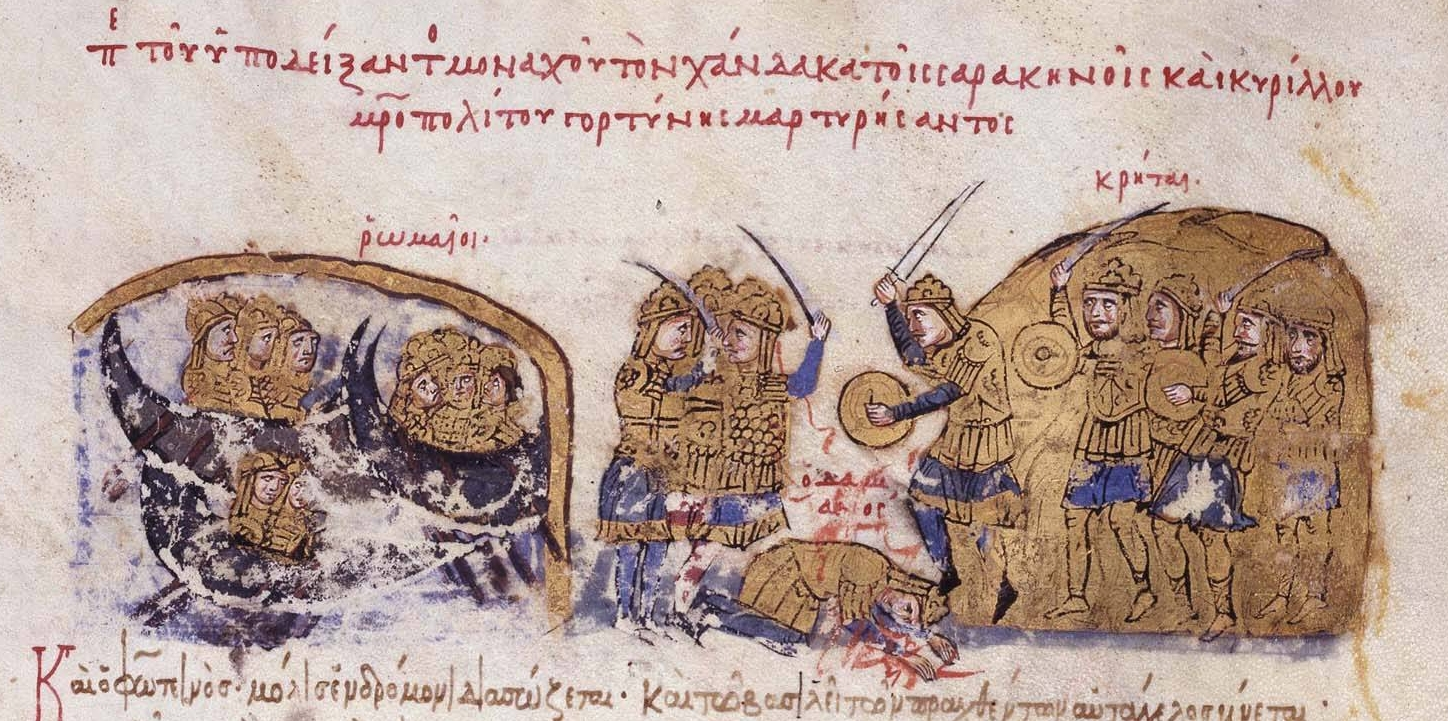
La reconquista bizantina de Creta. Ilustración de la crónica Skylitzes de Madrid.

La flota cretenseandalusí realizó numerosas acciones contra Bizancio en las décadas de 930 y 940 en el sur del Peloponeso, el Monte Athos y costas de Asia Menor, en lo que no eran otra cosa que acciones entre Estados que estaban en guerra, devastando el sur de Grecia, Monte Athos y la costa occidental de Asia Menor. Como resultado, el emperador Constantino VII (r. 913-959) envió una nueva expedición a la isla en 949. Esta fue derrotada por un ataque sorpresa, un fracaso que los cronistas bizantinos describen como resultado de la incompetencia e inexperiencia del comandante, el eunuco Constantino Gongilas. El emperador no desistió y durante los últimos años de su reinado inició la preparación de otra expedición, que fue llevada a cabo en el reinado de su sucesor, Romano II, (r. 959-963), que confió el mando al experto general Nicéforo Focas (futuro emperador Nicéforo II). Al frente de una enorme armada y ejército, Focas zarpó en junio o julio de 960, desembarcó en Creta y derrotó a las primeras resistencias musulmanas. Le siguió después un cerco a Chandax, que duró hasta invierno de 961, hasta que la ciudad fue tomada al asalto el 6 de marzo.
La capital del emirato fue saqueada y sus mezquitas y murallas demolidas. Los habitantes fueron asesinados o esclavizados y el último emir de la isla, Abd al-Aziz ibn Suhayb al-Qurtubī o el Cordobés (Kurupes para los bizantinos) y su hijo al-Numan (Anemas) fueron hechos prisioneros y llevados a Constantinopla, donde Nicéforo celebró su triunfo.
La capital, Jándaq, capituló tras un inhumano asedio de ocho meses, siendo rendida por hambre. “A la capitulación de la capital siguió una despiadada matanza, acompañada de saqueo y destrucción; la toma de Jándaq se convirtió en un baño indiscriminado de sangre, en el que no se distinguió entre andaluces y cretenses, entre musulmanes y cristianos, ni entre hombres, mujeres y niños. El número de muertos es estimado por Nuwayri en 200 000”. Las crónicas defienden que, tras la capitulación de la isla, tuvo lugar una depuración étnica, pero en honor a la verdad, más que étnica fue religiosa, pues los cretenses autóctonos conversos al islam sufrieron igual final que los andaluces. Creta fue transformada en un thema bizantino y los musulmanes que quedaron fueron convertidos al cristianismo por misioneros como Nicón de Creta. 
En realidad, es sabido y está documentado, que se nombraron investigadores religiosos para tratar de desenmascarar, entre los cretenses, a presuntos cristianos de quienes se recelaba que su fe no fuera sincera; Nicón de Creta actuó, junto con otros, como un auténtico inquisidor. Diéronse, como siempre suele acaecer en estos casos, denuncias falsas de unos vecinos contra otros por envidias, codicia, enemistad o venganzas personales. La población autóctona, cristiana o no, no ayudó al ejército bizantino contra los andalusíes; se deduce de la falta de aprovisionamientos que padeció el
ejército de Bizancio durante el asedio a la capital, hallándose en una isla eminentemente agrícola.  Vassilios Christides opina: “En general, la población de Creta reaccionó con apatía... El problema real que se les presentó a los bizantinos no fue la recristianización de los naturales, puesto que a nadie se había obligado a islamizarse, sino la rebizantinización”.
Aquella campaña había sido una guerra de exterminio, como lo prueba el hecho de que el general Nicéphoro Phocas, dos años después, se vio en la necesidad de repoblar la isla, y lo llevó a cabo con los miles de soldados “bárbaros” aliados de su ejército y con sus familias; por ello, Creta fue repoblada con armenios, tsáconas, rusos, y eslavos a quienes distribuyó tierras fértiles.
Entre los conversos, se encontraba el príncipe Anemas, que sirvió al ejército bizantino y murió en combate en 971 en la batalla de Dorostolon, (actual Silistra), durante la guerra de 970-971 contra los Rus.

## Legado

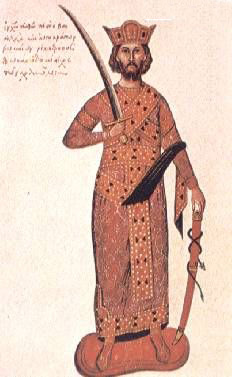
Nicéforo II Focas, que comandó la reconquista de Creta antes de convertirse en emperador bizantino.

Se sabe muy poco sobre lo que pasó en Creta durante el dominio árabe, debido a la escasez de registros históricos sobre la historia interna del emirato y a la casi total ausencia de restos arqueológicos de aquel periodo, a excepción del nombre de algunos lugares, que recuerdan la presencia sarracena, posiblemente debido a las destrucciones llevadas a cabo por los bizantinos tras 961. Esto ha influido la perspectiva con la que se estudia el emirato en general: los eruditos se basan sobre todo en registros bizantinos y han presentado el emirato de Creta bajo el punto de vista de los bizantinos, es decir, esencialmente como un «nido de corsarios» y poco más. Esas fuentes bizantinas “afirman que nada legaron a la isla los andaluces en el campo de las Artes y la Cultura, sin embargo, tras su reconquista por Bizancio, después de más de dos años de aniquilación, demolición, piras de pergaminos, papiros, documentos, y devastación plena por parte de Nicéphoro Phocas y su ejército, zarparon de Creta 300 navíos, cargados de Arte y riquezas”. Y Vassilios Christides afirma: “La riqueza de la Creta musulmana se ilustra finalmente en el botín recogido por Nicéphoro Phocas, que fue fletado en 300 barcos después de su reconquista”. Y según León Diáconos, el botín incluyó “alfombras orientales, labores y tejidos en sedas e hilos de oro, armas de oro y plata, lámparas y puertas talladas en bronce, relieves en piedra y, en general, objetos de arte de exquisita elegancia”. Es de sobra sabido que las hermosas puertas talladas en bronce del monasterio de Lavra (Athos) procedían del botín obtenido en Creta entre 961 y 963, arrancadas de mezquitas y palacios antes de su demolición.
El panorama presentado por las pocas y dispersas fuentes del mundo musulmán es, por su parte, bastante diferente: el emirato era un Estado estable, con una economía monetaria regular y con vastas relaciones comerciales, existiendo pruebas de que Chandax era un centro cultural de cierta importancia. La existencia de numerosas monedas de oro, plata y cobre, de peso y composición prácticamente constantes, evidencia una economía fuerte y un elevado nivel de vida entre la población.
Dice el profesor Christides: “El hecho asombroso de que los musulmanes de Creta comenzaran casi inmediatamente a emitir sus propias monedas es un argumento contundente a favor de la salud de sus finanzas y de la existencia de hábiles artesanos entre ellos” (The conquest of Crete by the Arabs (ca. 824)). Y añade: "Miles y Warren aseveran que los metales hallados en Knosos amplían la visión de que aquellos musulmanes no eran meros piratas como las fuentes bizantinas difundieron, pues poseían una industria muy desarrollada del metal". Carmen Panadero proporciona otras causas de su prosperidad: “...debido al clima reinante en Creta, tan similar al del sur de al-Ándalus, pudieron aclimatar en la isla algunos cultivos que hasta entonces no le eran propios, como la caña de azúcar, el algodón y el lino...” Y más adelante afirma: “Se aumentaron las plantaciones de olivos y de moreras, se introdujo la cría del gusano de seda con vistas a una industria sedera, se incrementó la producción de aceite y volvieron a explotar minas cuya ubicación los cretenses habían olvidado”. La economía se vio fortalecida por el intenso comercio con el resto del mundo musulmán, especialmente con Egipto, así como por una agricultura próspera. La necesidad de sustentar un Estado independiente y de tener acceso a los mercados del mundo musulmán condujeron a una intensificación de la producción agrícola. Es también posible que el cultivo de caña de azúcar fuera introducido en Creta durante el emirato.
Respecto a la convivencia en la sociedad cretenseandalusí, Carmen Panadero asevera: “Sus intenciones no eran esclavizarlos ni forzarlos a abrazar la religión islámica, sino que procuraron reproducir allí fielmente la que había sido su vida en Córdoba, allá en la remota al-Ándalus, donde convivían los musulmanes con los fieles de las otras dos grandes religiones del Libro —cristianos y judíos— pagando un impuesto como dimmíes o protegidos”. Sobre esto dice Christides: “Todo indica que, además de la inexistencia de duros impuestos, la tolerancia habitual de los musulmanes se aplicó en Creta”; y más adelante afirma: “Pero después del establecimiento de los andaluces en la isla, de acuerdo con las leyes islámicas —y tenemos evidencias concretas de que se aplicaron en Creta—, cristianos y judíos fueron protegidos como ahl adh-dhimmah”.

## Lista de emires
Basándose en fuentes griegas y árabes, especialmente en sus monedas, se puede dar una lista de los emires conocidos con las fechas aproximadas de su gobierno:
| Nombre                         | Nombre en fuentes griegas           | Gobierno        |
| ------------------------------ | ----------------------------------- | --------------- |
| Abu Hafs Úmar I al-Iqritishi   | Apohaps/Apohapsis (Ἀπόχαψ/Ἀπόχαψις) | 827/828-ca. 855 |
| Shu'ayb I ibn Úmar             | Saipes/Saet (Σαΐπης/Σαῆτ)           | ca. 855-880     |
| Úmar II ibn Shu'ayb            | Babdel (Βαβδέλ)                     | ca. 880-895     |
| Muhammad ibn Shu'ayb al-Zarkun | Zerkounes (Ζερκουνῆς)               | ca. 895-910     |
| Yúsuf ibn Úmar                 |                                     | ca. 910-915     |
| Ali ibn Yúsuf                  |                                     | ca. 915-925     |
| Ahmad ibn Umar                 |                                     | ca. 925-940     |
| Shu'ayb II ibn Áhmad           |                                     | 940-943         |
| Ali ibn Ahmad                  |                                     | 943-949         |
| Abd al-Aziz ibn Shu'ayb        | Kouroupas (Κουρουπᾶς)               | 949-961         |